# Johan Gustaf Nordwall
Johan Gustaf Nordwall, född 16 september 1792 i Linköping, Östergötlands län, död 14 maj 1861 i Örberga socken, Östergötlands län, var en svensk präst.

## Biografi
Johan Gustaf Nordwall föddes 1792 i Linköping. Han var son till sämskmakareåldermannen och rådmannen Otto Leonard Nordwall och Margareta Charlotta Norrbom. Nordwall blev höstterminen 1810 student vid Uppsala universitet och prästvigdes 18 oktober 181. Han blev 13 oktober 1819 slottspredikant på Linköpings slott och tillträdde direkt. Nordwall var samtidigt hospitalspredikant och lasarettspredikant från den 1 november samma år. Den 23 mars 1822 blev han domkyrkokomminister i Linköpings församling och tillträdde 1823. Han var 29 september 1827 vice pastor och avlade pastoralexamen 12 mars 1831. Nordwall blev 19 september 1832 kyrkoherde i Dalhems församling och tillträdde 1833. Han blev 28 april 1835 kyrkoherde i Örberga församling och tillträdde 1838. Nordwall avled 1861 i Örberga socken och begravdes i Linköping.

### Familj
Nordwall gifte sig 22 april 1823 med Ulrica Christina Callerström (1800–1888). Hon var dotter till regementsskrivaren Eric Callerström och Beata Christina Nymansson. De fick tillsammans sonen Adolf Leonard Nordvall.